# AKB49: Ren'ai kinshi jōrei
AKB49: Ren'ai kinshi jōrei (AKB49〜恋愛禁止条例〜? lett. "Leggi proibitive sull'amore") è una serie manga shōnen basata sul gruppo di idol giapponese AKB48. La serie è illustrata da Reiji Miyajima, e basata su testi originali di Fakutori Motoazabu. La storia è raccontata attraverso gli occhi di un membro immaginario del gruppo, Minoru Urayama. Nel corso della storia compaiono anche veri membri del gruppo. AKB49: Ren'ai kinshi jōrei è stata serializzato a partire dal trentanovesimo numero di Weekly Shōnen Magazine il 25 agosto 2010. È stato successivamente ristampato in formato tankōbon.

## Trama
La storia è ambientata nell'anno 20XX, l'anno in cui il gruppo di idol AKB48 è diventato famoso in tutto il mondo, e le vendite dei loro album hanno battuto ogni record. Minoru Urayama, è il primo membro maschio del gruppo, ed è a capo del team Kenkyūsei di dodicesima generazione. Tuttavia il produttore del gruppo ha posto loro un ultimatum: devono riempire il teatro per lo spettacolo che terranno da lì a due mesi e i cui biglietti costeranno 10000 yen ciascuno, o il Kenkyūseidi dodicesima generazione sarà sciolto.

## Volumi
| Nº | Titolo italiano | Data di prima pubblicazione              | Data di prima pubblicazione |
| Nº | Titolo italiano | Giapponese                               |                             |
| 1  | Volume 1        | 17 dicembre 2010 ISBN 978-4-06-384425-2  |                             |
| 2  | Volume 2        | 17 marzo 2011 ISBN 978-4-06-384465-8     |                             |
| 3  | Volume 3        | 17 giugno 2011 ISBN 978-4-06-384511-2    |                             |
| 4  | Volume 4        | 16 settembre 2011 ISBN 978-4-06-384554-9 |                             |
| 5  | Volume 5        | 17 novembre 2011 ISBN 978-4-06-384586-0  |                             |